# Lago Wurl
El lago Wurl (en alemán: Wurlsee) es un lago situado junto a la ciudad de Lychen, al norte de la ciudad de Berlín, en el distrito rural de Uckermark —junto a la frontera con el estado de Mecklemburgo-Pomerania Occidental—, en el estado de Brandeburgo (Alemania); tiene un área de 164 hectáreas y una profundidad máxima de 164 metros.